# 廢佛毀釋

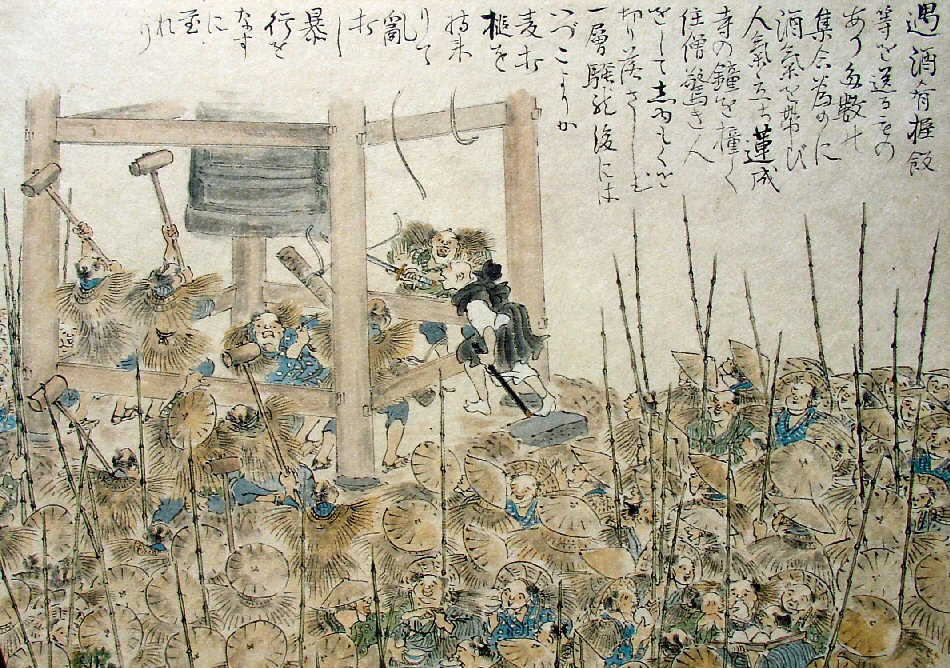
描繪廢佛毀釋的畫作，1907年

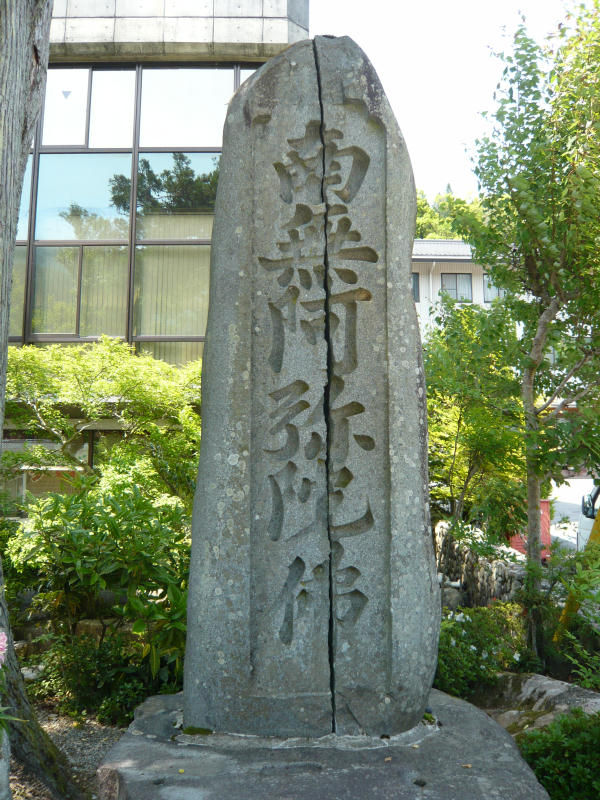
位於岐阜縣東白川村重新復修的南無阿彌陀佛石碑，原被鑿開為四塊以作庭園石頭

廢佛毀釋（日语：〔〕／ Haibutsu kishaku */?）是指日本歷史上打擊佛教的主張與政策，其中以明治政府於明治元年（1868年）打壓佛教的運動為高潮。

## 歷史
古代日本長期有神佛習合的傳統，將神道與佛教混為一談。甚至有主張認為神道中的神都是佛教的佛、菩薩的化身，即本地垂跡。
而日本反佛教的思想最早源於中國。中國古代曾有三武滅佛的大規模打擊佛教的運動，韓愈等一部分儒家學者也對佛教持否定態度。隨朱子學（宋明理學）進入日本，日本的儒學者也受到了中國一部分儒家學者反佛教思想的影響。進入江戶時代，一部分受到儒家思想影響的領主認為佛教的葬禮以及檀家制度浪費大把金錢，因此已開始在領內推行神佛分離的政策。日本儒學的重要人物水戶光國更是對佛教採取嚴厲態度，在他治理水戶藩期間，藩內大約有一半的寺院被拆除。
進入幕末時代後，因德川幕府為壓制天皇長期採用弘揚佛教的政策，一部分反幕府人士因此對佛教也持負面態度。而水戶學經長期以來在日本的發展，已形成尊重神道與尊崇天皇一體的思想（在日本神話之中，天皇是天照大神的後代）。因此，明治維新後的新政府決定採取打擊佛教的政策，從神道中排除掉佛教的影響，從而建立起「純正的神道」。明治元年（1868年），明治天皇下達《神佛分離令》，雖文本本身只是要求拋棄神佛習合，但卻引發民間大規模排斥佛教的運動。在這場運動中，大量寺院被毀、許多僧人被迫還俗。不少佛寺迫於壓力，將主要供奉的對象都被更換成大物主神。